# Il romanzo di un gentleman boxeur
Il romanzo di un gentleman boxeur (The Leather Pushers) è un serial cinematografico del 1922 diretto da Edward Laemmle, ambientato nel mondo della boxe.
Il serial consiste in sei episodi ognuno di due rulli con protagonista Reginal Denny. Fu seguito da un'altra serie di episodi che presero il titolo The New Leather Pushers. A questa, seguì una terza serie, sempre con lo stesso titolo. Il quarto The New Leather Pushers vide l'avvicendarsi nel ruolo di ‘Kid’ Robertson, il protagonista, di Billy Sullivan al posto di Reginald Denny.
Nel 1940, Dick 'Kid' Roberts torna sullo schermo interpretato da Richard Arlen in un The Leather Pushers della durata di 64 minuti.

## Trama

### Episodi
The Leather Pushers (prima serie)
1. 1: Let's Go (1922)
2. 2: Round Two (1922)
3. 3: Payment Through the Nose (1922)
4. 4: A Fool and His Honey (1922)
5. 5: The Taming of the Shrewd (1922)
6. 6: Whipsawed

The New Leather Pushers (seconda serie)
1. 7: Young King Cole (1922)
2. 8: He Raised Kane (1922)
3. 9: The Chickasha Bone Crusher (1923)
4. 10: When Kane Met Abel (1923)
5. 11: Strike Father, Strike Son (1923)
6. 12: Joan of Neward (1923).

The New Leather Pushers (terza serie)
1. 13: The Wandering Two (1923)
2. 14: The Widower's Mite (1923)
3. 15: Don Coyote (1923)
4. 16: Something for Nothing (1923)
5. 17: Columbia, the Gem and the Ocean (1923)
6. 18: Barnaby's Grudge (1923)

The New Leather Pushers (quarta serie)
1. 19: That Kid from Madrid (1923)
2. 20: He Loops to Conquer (1924)
3. 21: Girls Will Be Girls (1924)
4. 22: A Tough Tenderfoot (1924)
5. 23: Swing Bad the Sailor (1924)
6. 24: Big Boy Blue (1924).

## Produzione
Il film fu prodotto dall'Universal Film Manufacturing Company.

## Distribuzione
Distribuito dall'Universal Film Manufacturing Company, il film uscì nelle sale cinematografiche statunitensi il 27 marzo 1922. L'anno dopo, il 17 novembre 1923, fu distribuito in Finlandia.